# Хофкирхен-им-Мюлькрайс
Хофкирхен-им-Мюлькрайс (нем. Hofkirchen im Mühlkreis) — ярмарочная коммуна (нем. Marktgemeinde) в Австрии, в федеральной земле Верхняя Австрия. 
Входит в состав округа Рорбах.  Население составляет 1425 человек (на 31 декабря 2005 года). Занимает площадь 23 км². Официальный код  —  41 312.

## Политическая ситуация
Бургомистр коммуны — Мартин Раб (АНП) по результатам выборов 2003 года.
Совет представителей коммуны (нем. Gemeinderat) состоит из 19 мест.
- АНП занимает 13 мест.
- СДПА занимает 4 места.
- Зелёные занимают 2 места.